# 哈维尔·贝兰
哈维尔·贝兰（西班牙語：Javier Beirán，1987年5月22日—）是西班牙男子篮球运动员。现时效力西甲大加那利岛球队。位置是小前锋。
2019年晋级西班牙国家男子篮球队。